# 豊羽鉱山

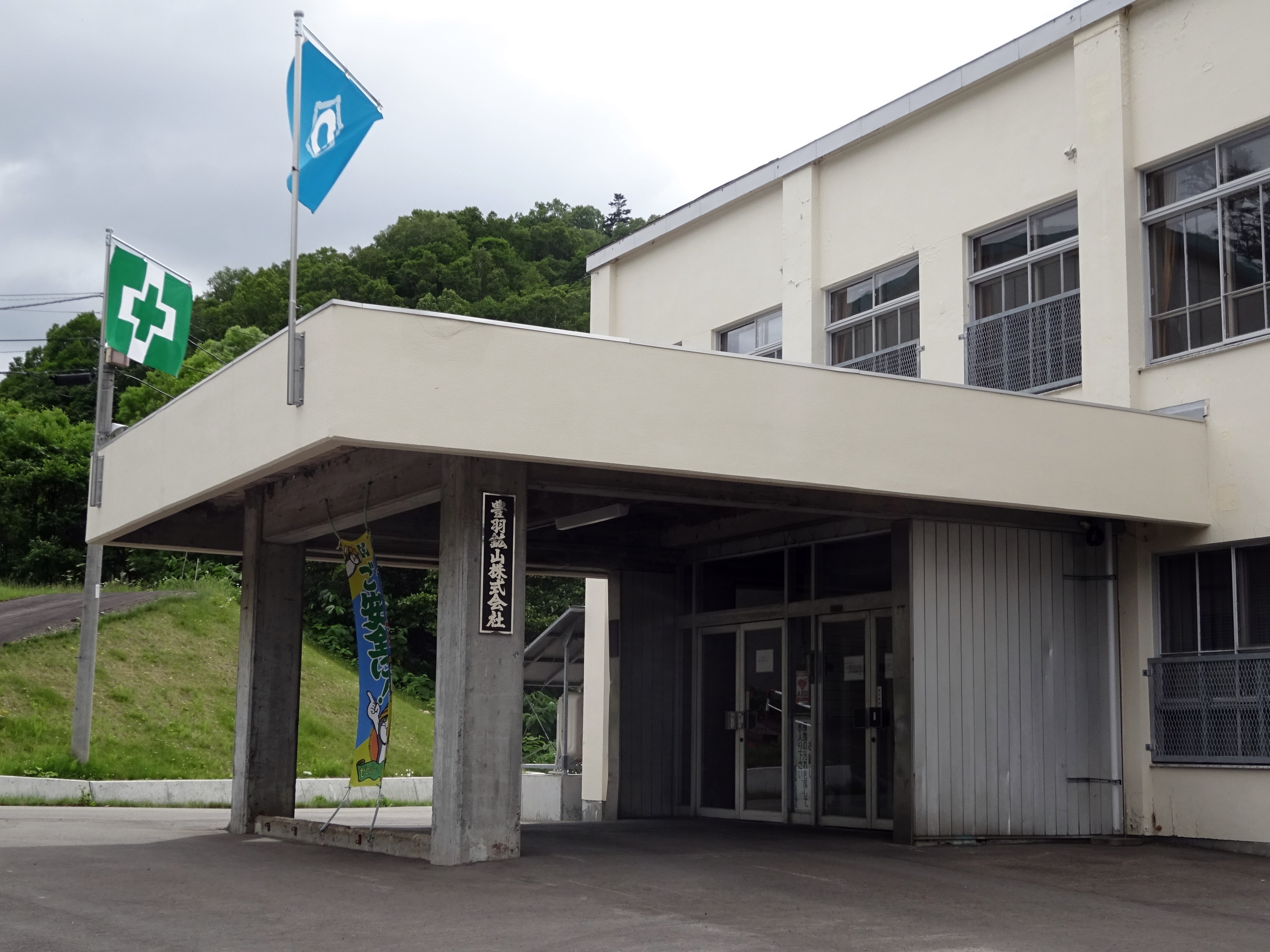
豊羽鉱山社屋

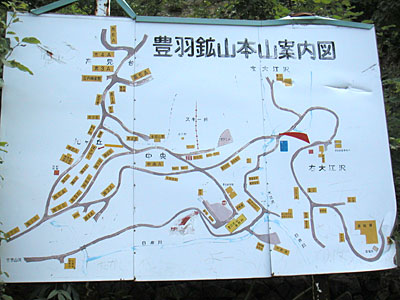
豊羽鉱山案内地図

豊羽鉱山（とよはこうざん）は北海道札幌市南区定山渓にあった金属鉱山。
銀、インジウム、銅、亜鉛、鉛などを産出していた。
インジウムの産出量は1999年（平成11年）度は89トンで世界の30%を占めており、世界第1位であった。

## 解説
新日鉱グループの豊羽鉱山株式会社が操業していた。札幌市の奥座敷といわれる定山渓温泉から約13km西、札幌市中心部からは約40km南西に位置する。鉱石の輸送のため、かつては鉄道も敷かれていたが、後にトラック輸送に切り替わっている。豊羽鉱山の周辺は元山地区とも呼ばれる。かつては多くの住民が元山地区で生活していたため、小中学校や団地、体育館、プール、神社等が、比較的きれいな状態で残存していたが、2013年現在は全て解体されている。
2000年（平成12年）末時点で坑内作業員の輸送用のエレベーターは地下約600mまであり、坑道の総延長は40km以上に達していた。
豊羽鉱山は鉱床深部になるにつれて地熱の影響で坑内が高温となり、冷却設備を施すとコスト高となることから、従来工法での可採範囲の資源枯渇を理由に2006年3月31日をもって採掘を停止、休山した。。同年2月末に操業を休止し、3月25日に休山式が行われた。
採掘の対象だった鉱脈自体はさらに深部まで存在する事が確認されているが、発破に使用するダイナマイトが岩盤の高温に耐えられず（自然発火）、現在の採掘技術では事業継続が不可能である。
坑内から出る排水処理は続いており、2011年（平成23年）12月には新たな坑廃水処理設備が本格稼働した。
南区石山地区には、選鉱所跡や配水場が残されている。ただし、立ち入り禁止となっているため、関係者以外は自由に出入りすることができない。
東日本大震災後の脱原発に関連して当鉱山の採掘の際には問題となっていた坑内の高温が地熱発電に活用できる可能性が注目されて試験用の井戸が採掘され、2012年（平成24年）6月25日に蒸気噴出試験に成功した。

## 沿革
- 1800年代後半 - 採掘が始まる。
- 1914年（大正3年） - 久原鑛業株式會社により買収される。
- 1929年（昭和4年） - 日本鉱業株式会社へ事業が継承される。
- 1939年（昭和14年）4月17日 - 鉱石輸送のため、定山渓鉄道線の錦橋駅 - オンコノ沢間6.2km、藤の沢駅 - 選鉱場間2.1kmに貨物専用線[6]が敷かれる。
- 1944年（昭和19年）9月 - 坑内が水没した為、操業を休止[2]。
- 1952年（昭和27年）4月 - 本格的に操業を再開[2]。
- 1963年（昭和38年）9月21日 - 錦橋駅 - オンコノ沢間、藤の沢駅 - 選鉱場間の貨物専用線が廃止される。
- 1973年（昭和48年） - 日本鉱業から分社して、豊羽鉱山株式会社が設立される。
- 2005年（平成17年） - 既存鉱床より採掘可能鉱量枯渇を理由に2006年3月末での操業休止を発表。
- 2006年（平成18年）3月31日 - 閉山[3]。
- 2011年（平成23年）12月 - 新たな坑廃水処理設備が本格稼働[4]。
- 2012年（平成24年）6月25日 - 地熱発電試験用の井戸で採掘蒸気噴出試験に成功[5]。